# Verflixt! – Murphys Gesetz
Verflixt! – Murphys Gesetz ist eine US-amerikanisch-kanadische Fernseh-Komödie des Fernsehsenders Nickelodeon aus dem Jahr 2013. Hauptdarstellerin Ciara Bravo wurde vor allem durch ihre Rolle der Katie Knight in der Fernsehserie Big Time Rush bekannt.

## Handlung
Die Familie der 14-jährigen Meg Murphy ist seit 100 Jahren mit einem Fluch belegt, der alles, was sie tun, schiefgehen und im Chaos enden lässt. Ihr Vater arbeitet deshalb als Produkttester und wird von Unternehmen engagiert, um bei neuen Produkten sämtliche Fehler aufzudecken. Ihr kleiner Bruder Charlie ist leidenschaftlicher Skateboardfahrer, wobei es aufgrund des Fluchs immer wieder zu Unfällen und Stürzen kommt. Diese filmt Charlie und stellt sie ins Internet, wo er als „Board Crasher“ bekannt ist. Als wieder einmal das Haus der Familie dem Fluch zum Opfer fällt, fahren sie in die Kleinstadt Harvest Hills, um die Sommerferien bei Megs Großvater zu verbringen. In Harvest Hills begegnet Meg zunächst Brett, der ihr vom bevorstehenden Harvest Hills Festival erzählt. Außerdem trifft sie auf Ivy, die auf Megs Schule geht und ebenfalls ihren Sommer in Harvest Hills verbringt. Ivy gab Meg den Spitznamen Hurrican Meg, da sie stets von Megs Pechsträhnen mitbetroffen ist.
Im Garten ihres Großvaters findet Meg das Tagebuch ihres Ur-Urgroßvaters Tommy Murphy, welches die Geschichte des Fluchs enthält. Tommy, eigentlich als Glückspilz bekannt, ging vor 100 Jahren mit Caitlin O’Leary zum Harvest Dance, obwohl sie im Ort als Hexe galt. Durch ein Missgeschick blamiert Tommy Caitlin, welche ihn und alle seiner Nachkommen daraufhin mit einem Fluch belegt. Meg liest im Tagebuch, dass sie den Fluch brechen kann, wenn sie die Glücksmünze Tommy Murphys an einen Nachkommen von Caitlin O’Leary weitergibt. Von Meg unbemerkt wird die letzte Seite des Tagebuchs aus dem Fenster geweht.
Von Brett erfährt Meg, dass die Münze im örtlichen Museum ausgestellt wird. In der Nacht vor dem Harvest Dance steigen Meg und Charlie in das Museum ein und finden die Münze. Außerdem entdecken sie einen Stammbaum, auf dem sie Ivy als direkte Nachfahrin Caitlin O’Learys ausmachen.
Gemeinsam mit Brett geht Meg am nächsten Tag zum Harvest Dance, mit dem Ziel, Ivy die Münze zu übergeben und damit den Fluch zu brechen. Brett kauft Meg ein Tombolalos, um ihr zu zeigen, dass sie nicht immer Pech haben kann. Durch diverse Missgeschicke wird während der Veranstaltung Ivys Kleid ruiniert, und es stellt sich heraus, dass Brett ihr Cousin und somit ebenfalls ein Nachkomme der O’Learys ist. Kurz vor dem Ende des Tanzes übergibt Meg die Münze an Brett. Kurz darauf gewinnt sie den Hauptpreis der Tombola, eine Reise in den Grand Canyon, der Fluch scheint gebrochen.
Charlie findet derweil die letzte Seite des Tagebuchs, die besagt, dass der Fluch durch die Münze nicht aufgehoben, sondern auf die O’Leary-Nachfahren übertragen wird. Megs Eltern und ihr Großvater bestätigen ihr das und berichten ihr, dass sie bis zum Ende des Harvest Hills Festivals Zeit hat, den Fluch von Bretts Familie wieder abzuwenden. Meg rennt zum Haus von Brett, welches sie völlig verwüstet vorfindet. Auch Ivy ist hier, da ihr Haus inzwischen ebenfalls dem Fluch zum Opfer gefallen ist. Gemeinsam machen sie sich auf die Suche nach Brett, der die Abschlusszeremonie des Festivals durchführen soll. Auf dem Weg dahin bemerkt Meg, wie sehr der Fluch ein Teil ihres Lebens geworden ist, den ihre gesamte Familie zu akzeptieren gelernt hat. Sie klettert Brett auf einen Turm nach, auf welchem er die Stadtflagge einholen und das Festival damit beenden soll. Es gelingt ihr, ihn aufzuhalten und die Münze und damit den Fluch wieder an sich zu nehmen. Brett gesteht ihr, dass er sie mag, egal ob mit oder ohne Fluch.
Einige Tage später tritt Megs Familie die gewonnene Reise zum Grand Canyon an.

## Rezeption
Die US-amerikanische Non-Profit-Organisation Common Sense Media, die Filme vor allem nach kindgerechten und erzieherischen Aspekten bewertet, vergab an Verflixt! – Murphys Gesetz vier von fünf Sternen und beurteilt den Film als „familienfreundlich“. Common Sense Media bestätigt ihm sowohl angenehme Comedy-Elemente als auch eine ansprechende Behandlung der Themen Selbstwertgefühl und Toleranz.

## Sonstiges
Verflixt! – Murphys Gesetz wurde innerhalb von 1,5 Monaten im kanadischen Vancouver gedreht.
Der Familienname Murphy sowie der deutsche Filmtitel sind eine Anspielung auf Murphys Gesetz, welches besagt, dass alles, was schiefgehen kann, auch schiefgeht.